# Sint-Martinuskerk (Lubbeek)

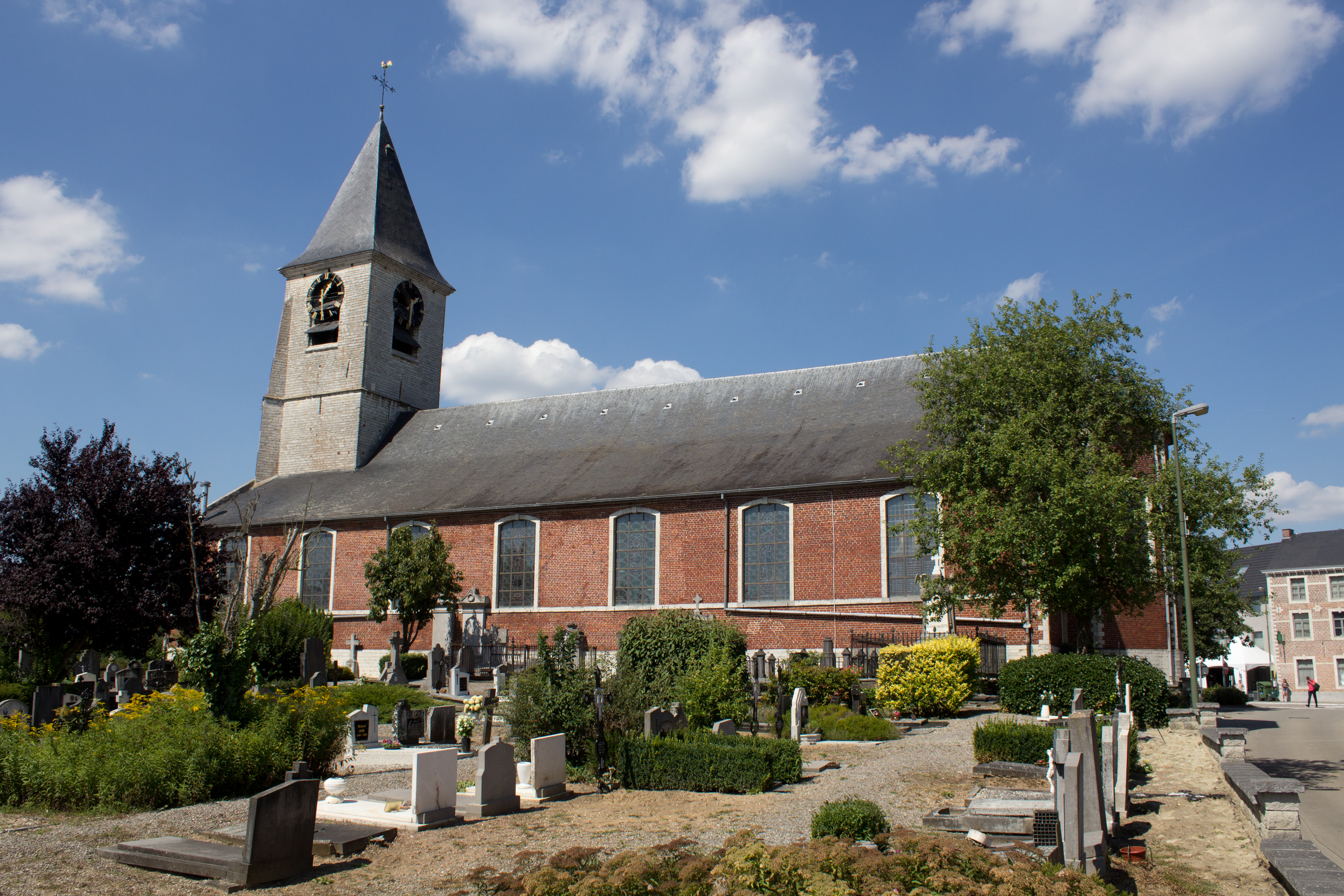
Sint-Martinuskerk

De Sint-Martinuskerk is de parochiekerk van de Vlaams-Brabantse plaats Lubbeek, gelegen aan de Dorpskring 28.

## Geschiedenis
Al in 1179 behoorde het patronaatsrecht van de parochie toe aan de Abdij van Park te Heverlee. In 1770 betrof het een kerk met een driebeukig romaans schip en een gotisch koor dat in 1433 was gebouwd. Ook was er een gotische westtoren, gebouwd in de 16e eeuw. Het schip werd vernieuwd en vergroot zodat een classicistisch bouwwerk ontstond dat in 1777 werd ingewijd. Koor en toren bleven behouden.
In 1854 werd de kerk verder oostwaarts vergroot waarbij het gotisch koor werd gesloopt en een nieuw koor werd gebouwd.

## Gebouw
Het betreft een driebeukig kerkgebouw met ingebouwde toren die is uitgevoerd in kalkrijke zandsteen. Het classicistisch schip heeft steekboogvensters en de traveeën van de neoclassicistische uitbreiding sluiten hier naadloos op aan.
De kerk wordt omringd door een kerkhof.

## Interieur
De kerk heeft vier biechtstoelen, uit 1755, 1787 en twee uit 1855. De lambrisering is van 1770. Er is een 12e-eeuws hardstenen doopvont met vier maskers en ook een marmeren doopvont uit de 2e helft van de 18e eeuw. Het orgel bevat nog een aantal onderdelen uit het begin van de 18e eeuw, maar het werd omstreeks 1800 geheel herbouwd. De preekstoel is van 1736.
De kerk bezit een aantal schilderijen waaronder een Golgotha door Frans Francken (II) uit het eerste kwart van de 17e eeuw. Verder zijn er enkele 17e- en 18e-eeuwse schilderijen waaronder Twee taferelen uit de wonderbare geschiedenis van twee dochters van de heer c=van Craywinkel uit de 18e eeuw.
Ook zijn er enkele heiligenbeelden uit de 17e en 18e eeuw.